# Acanthacris aithioptera
Acanthacris aithioptera är en insektsart som beskrevs av Mungai 1987. Acanthacris aithioptera ingår i släktet Acanthacris och familjen gräshoppor. Inga underarter finns listade i Catalogue of Life.